# Famille Bibikov

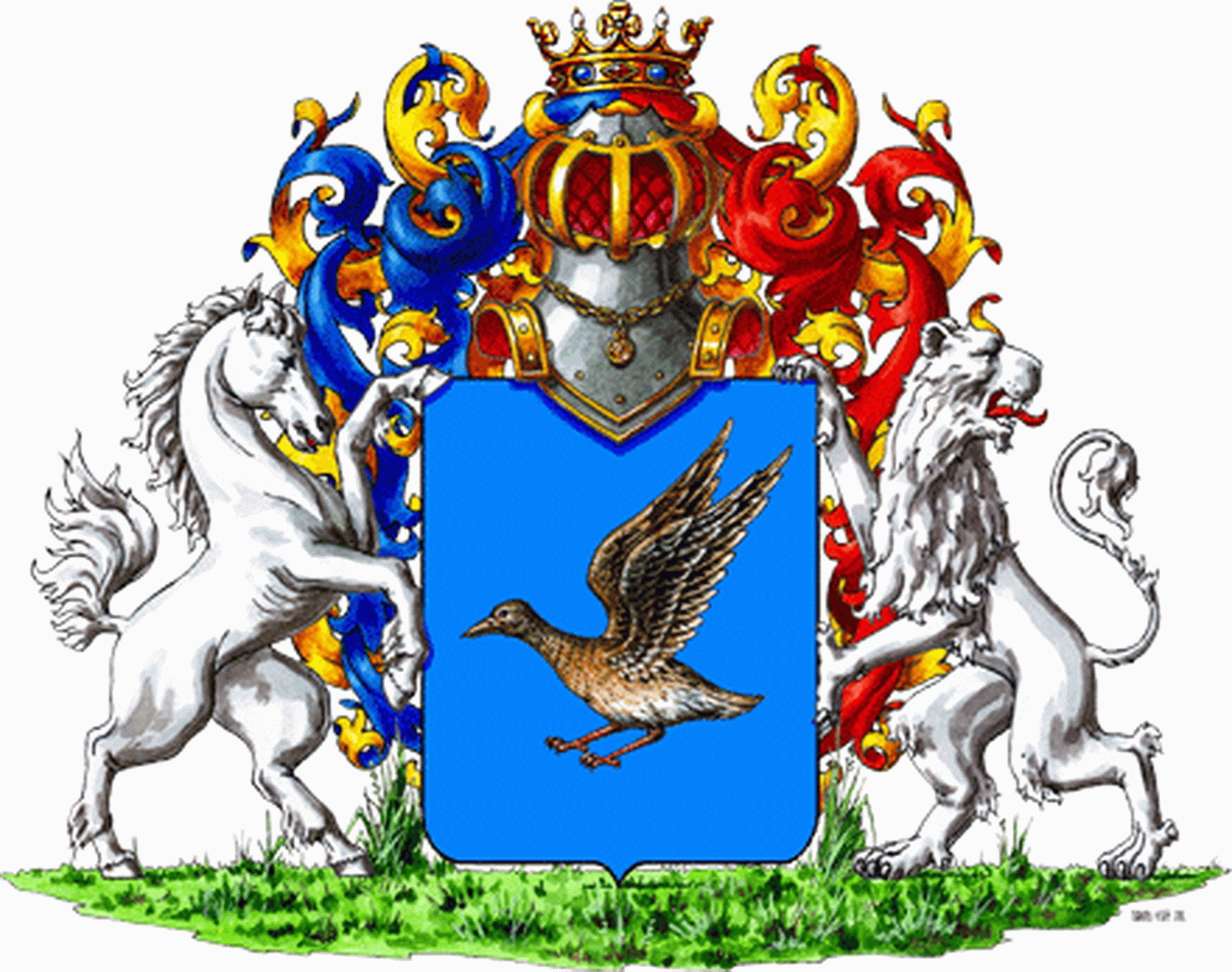
Armoiries de la famille Bibikov.

Le patronyme russe Bibikov (en langue russe : Бибиков - au féminin : Bibikova - Бибиковa) a pour origine le nom commun bibik - Бибик.
La famille Bibikov, appartenait à la noblesse russe.

## Les principaux membres de cette famille
- Alexandre Alexandrovitch Bibikov : (1765-1822), commandant de la milice de Saint-Pétersbourg au cours des guerres napoléoniennes, conseiller privé, chambellan, sénateur ;
- Alexandre Ilitch Bibikov : (1729-1774), sénateur, général russe, il commanda les troupes russes lors de l'insurrection des gentilshommes patriotes Polonais au cours de la révolte des Cosaques de l'Oural menée par Iemelian Ivanovitch Pougatchiov, (1773-1774), père du précédent ;
- Vassili Ilitch Bibikov : (1740-1787), chambellan, conseiller privé. De 1779 à 1782, il occupa les fonctions de directeur de la troupe du théâtre russe ; frère du précédent ;
- Gavriil Ilitch Bibikov : (1746-1803), général-major russe, frère du précédent ;
- Ilia Alexandrovitch Bibikov : (1698-1784), général-lieutenant, père des précédents ;
- Dmitri Gavrilovitch Bibikov : (1792-1870), homme politique russe, membre du Conseil d'État, ministre de l'intérieur de la Russie impériale (1852-1855), sa fille, Sofia Dmitrievna Bibikova (1827-1907) épousa Dmitri Andreïevitch Tolstoï ;
- Evgueni Mikhaïlovitch Bibikov : (1840-1900), général d'infanterie russe, il participa à la campagne polonaise de 1863, à la Guerre russo-turque de 1877-1878, commandant du Régiment de la Garde Finliandski de 1891 à 1895 ;

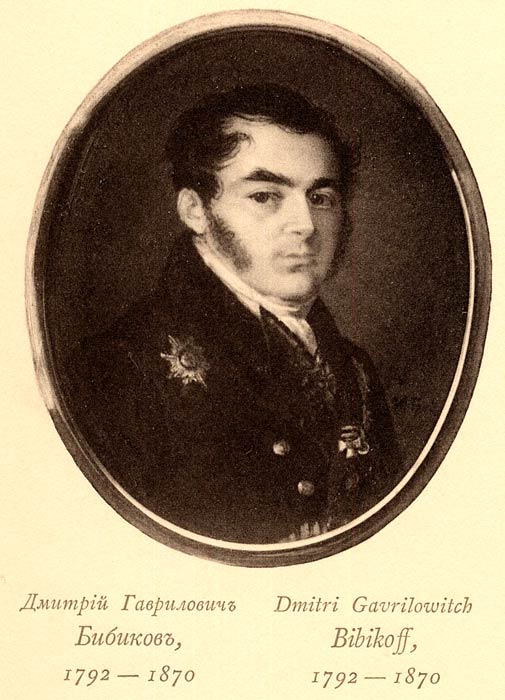
Le ministre de l'Intérieur Dmitri Gavrilovitch Bibikov.

- Ilia Gavrilovitch Bibikov : (1794-1867), adjudant-général, général d'artillerie, décembriste, il fut gracié par Nicolas Ier de Russie, gouverneur général de la région Nord-Ouest (1850-1855) ;
- Nikolaï Valerianovitch Bibikov : (1842-1923), général de cavalerie russe, il prit part à la Première Guerre mondiale ;
- Valerian Nikolaïevitch Bibikov : (1891-1950), officier dans la Garde à cheval, il est inhumé au cimetière russe de Sainte-Geneviève-des-Bois ; fils du précédent ;
- Pavel Nikonovitch Bibikov : général-major, commandant de la 19e division de fusiliers appartenant à la 39e Armée de terre en Chine ;
- Ilia Gavrilovitch Bibikov : (1794-1867), général d'artillerie, adjudant-général, il prit part aux campagnes contre les Armées napoléoniennes (1813-1814), à la Guerre russo-turque de 1828-1829, mais également à la campagne de Pologne de 1831. Entre 1850 et 1856, il occupa les fonctions de gouverneur militaire des villes de Vilna, Grodno, Minsk, en outre, il fut gouverneur général de Kovenski ;
- Vassili Alexandrovitch Bibikov : général-major, fils du commandant Alexandre Alexandrovitch Bibikov.

## Sources
- www.vgd.ru